# ウバイドゥッラー・ハン
ウバイドゥッラー・ハン（1485年 - 1540年）は、シャイバーニー朝ブハラ・ハン国の君主（ハン、在位：1533年 - 1540年）。シャイバーニー朝の創始者であるアブル＝ハイルの曾孫で、ムハンマド・シャイバーニーの甥にあたる。

## 生涯
父マフムードの死後に、ウバイドゥッラーは父に付与されていたブハラを相続する。1507年にシャイバーニーがティムール朝の支配下に置かれているホラーサーン地方への遠征を実施した際、ウバイドゥッラーも遠征に従軍して優れた軍功を立てた。シャイバーニーの治世の末期に領地のブハラを没収されるが、1510年にシャイバーニーが戦死した後にブハラは返還される。
シャイバーニーの死後、ウバイドゥッラーは年長のクチュクンジ、アブー・サイード親子に君主の地位を譲った。クチュクンジ在位中、ウバイドゥッラーは軍事・外交を担当し、内政の中心だったクチュクンジと国務の役割を分担した。1511年にイランのサファヴィー朝と同盟したティムール朝の王族バーブルがサマルカンドに進軍すると、ウバイドゥッラーはブハラを放棄してテュルキスタン（ヤシ）に退却した。ウバイドゥッラーは軍を建て直し、翌1512年に従兄弟のムハンマド・ティムールと共にマー・ワラー・アンナフルの奪還を図ってサマルカンドを占領したバーブルを攻撃した。1512年春にウバイドゥッラーはバーブルから勝利を収めてサマルカンドを奪回し、中央アジアからバーブルの勢力を駆逐した。
1533年にウバイドゥッラーはブハラで即位する。即位後もウバイドゥッラーはブハラを本拠地とし、ブハラの重要性は増していった。ウバイドゥッラーはサファヴィー朝支配下のホラーサーン地方に8度の遠征を実施し、ヘラートやマシュハドを一時的に領有した。
ウバイドゥッラーの死後、アブドゥッラー1世の短期の統治期間を経て、シャイバーニー朝はブハラの政権とサマルカンドの政権に二分される。

## 人物像
ウバイドゥッラーの父マフムードは、15世紀のナクシュバンディー教団の指導者ウバイドゥッラー・ホージャ・アフラールにちなんだ名前を息子につけた。敬虔なイスラーム教徒であるウバイドゥッラーは、ホージャ・アフラールと同じ名前であることを誇りにしていた。スーフィー（イスラームの聖者）のシェイフ・アブドゥミー・アーザムに師事し、スーフィズム（神秘主義）をテーマとする文章を多く残した。
モグーリスタン・ハン国の歴史家ハイダル・ミールザーは、ウバイドゥッラーをイスラーム法を遵守し、詩や音楽の心得がある、筆遣いの優れた人物だと伝えている。また、ウバイドゥッラー統治下のブハラはティムール朝のフサイン・バイカラ時代のヘラートに匹敵する繁栄をみせ、学芸は高い水準にあったと、ハイダル・ミールザーは称賛した。ウバイドゥッラーはティムール朝から継承したブハラの図書館を所有し、他のシャイバーニー朝の君主と同じように写本の蒐集に熱意を注いでた。ブハラの図書館には、師であるアブドゥミー・アーザムの作品も多く収蔵されていた。